# Cape Foulwind
Cape Foulwind ist ein Kap im Buller District der Region West Coast auf der Südinsel von Neuseeland.

## Namensherkunft
Abel Tasman, der 1642 Neuseeland entdeckte, nannte das Kap ursprünglich Clyppygen Hoeck (Felsige Ecke). Seinen heute noch verwendeten Namen bekam das Kap dann von dem britischen Seefahrer und Entdecker Kapitän James Cook, der das Kap 1770 in einem entsetzlichen Wetter wahrnahm und ihm deshalb den Namen „Foulwind“ verlieh, was übersetzt soviel bedeutet wie „grässlicher Wind“.

## Geographie
Das Kap befindet sich rund 11 km westlich von Westport und ist über den New Zealand State Highway 67A und der Lighthouse Road von Westport aus zu erreichen. Sicht auf das Kap ist allerdings nur von der kleinen Siedlung Cape Foulwind, östlich des Kaps am Gibson’s Beach liegend, möglich.

## Cape Foulwind Lighthouse
Das Cape Foulwind Lighthouse befindet sich 500 m südwestlich der Küste des Kaps und ist vom Parkplatz aus über einen kurzen Wanderweg zu erreichen. Der Vorgänger des heutigen Leuchtturms wurde 1876 in Betrieb genommen und bestand aus einer Holzkonstruktion. Mitte der 1920 wurde hinter diesem ein neuer Turm aus Beton errichtet und 1926 in Betrieb genommen. Eine Besichtigung des Turms ist nicht möglich.

## Seebären-Kolonie
Vom Parkplatz nahe dem Leuchtturm führt der Cape Foulwind Walkway südwestlich des Kaps auf hohem Niveau entlang der Küste bis zur Tauranga Bay. Der Wanderweg gibt auf seiner gesamten Länge gute Ausblicke auf die malerische Küstenlandschaft auf diesem Abschnitt. Auf der Höhe der vorgelagerten Insel Wall Island befindet sich die Seebären-Kolonie, die zahlreiche Touristen von Westport aus zum Kap zieht.
Der 2,9 km lange Weg sowie der Aussichtspunkt mit Blick zu Wall Island wird vom Department of Conservation verwaltet, das an dem Aussichtspunkt und entlang des Weges mit zahlreichen Infotafeln die Flora und Fauna des Küstenabschnittes anschaulich erklärt.